# Obszary połowowe FAO
Główne obszary połowowe FAO (ang. FAO Major Fishing Areas) – globalny podział łowisk stworzony przez Organizację Narodów Zjednoczonych ds. Wyżywienia i Rolnictwa w celu gromadzenia danych statystycznych, zarządzania danym łowiskiem (np. kwoty połowowe) i do celów jurysdykcyjnych. Granice obszarów połowu ryb FAO zostały ustalone w porozumieniu z międzynarodowymi agencjami rybołówstwa.

## Obszary FAO

Główne obszary połowowe FAO

Zdefiniowane obszary to:

### Wodymórz,oceanów
- Obszar FAO 18: Ocean Arktyczny
- Obszar FAO 21: północno-zachodnia część Oceanu Atlantyckiego[4]
- Obszar FAO 27: północno-wschodnia część Oceanu Atlantyckiego[5]
  - Podobszar FAO 27.1 (Podobszar FAO I): Morze Barentsa
  - Podobszar FAO 27.2 (Podobszar FAO II): Morze Norweskie, Spitsbergen i Wyspa Niedźwiedzia
  - Podobszar FAO 27.3 (Podobszar FAO III): Skagerrak, Kattegat, Sund, Morze Bełtów i Morze Bałtyckie; Sund i Bełt razem nazywane są również Obszarem Przejściowym
    - Rejon FAO 27.3.a (Rejon FAO 27.III.a): Skagerrak i Kattegat
    - Rejon FAO 27.3.b,c (Rejon FAO 27.III.b,c): Sund i Morze Bełtów lub Obszar Przejściowy
    - Rejon FAO 27.3.d (Rejon FAO 27.III.d): Morze Bałtyckie

  - Podobszar FAO 27.4 (Podobszar FAO IV): Morze Północne
  - Podobszar FAO 27.5 (Podobszar FAO V): Wody Islandii i Wysp Owczych
  - Podobszar FAO 27.6 (Podobszar FAO VI): Rockall, północno-zachodnie wybrzeże Szkocji i Irlandii Północnej
  - Podobszar FAO 27.7 (Podobszar FAO VII): Morze Irlandzkie, zachód Irlandii, Ławica Porcupine, wschodni i zachodni Kanał Angielski, Kanał Bristolski, północne i południowe Morze Celtyckie i południowo-zachodnia Irlandia – Wschód i Zachód
  - Podobszar FAO 27.8 (Podobszar FAO VIII): Zatoka Biskajska
  - Podobszar FAO 27.9 (Podobszar FAO IX): Wody Portugalskie
  - Podobszar FAO 27.10 (Podobszar FAO X): Wody Azorów
  - Podobszar FAO 27.12 (Podobszar FAO XII): Azory Północne
  - Podobszar FAO 27.14 (Podobszar FAO XIV): Wschodnia Grenlandia
- Obszar FAO 31: zachodnia część Oceanu Atlantyckiego[6]
- Obszar FAO 34: wschodnia środkowa część Oceanu Atlantyckiego[7]
- Obszar FAO 37: Morze Śródziemne i Morze Czarne[8]
  - Podobszar FAO 37.1: Zachodnia część Morza Śródziemnego
  - Podobszar FAO 37.2: Środkowa część Morza Śródziemnego
  - Podobszar FAO 37.3: Wschodnia część Morza Śródziemnego
  - Podobszar FAO 37.4: Morze Czarne
- Obszar FAO 41: południowo-zachodnia część Oceanu Atlantyckiego[9]
- Obszar FAO 47: południowo-wschodnia część Oceanu Atlantyckiego[10]
- Obszar FAO 48: antarktyczna część Oceanu Atlantyckiego[11]
- Obszar FAO 51: zachodnia część Oceanu Indyjskiego[12]
- Obszar FAO 57: wschodnia część Oceanu Indyjskiego[13]
- Obszar FAO 58: Antarktyczna i południowa część Oceanu Indyjskiego[14]
- Obszar FAO 61: północno-zachodnia część Oceanu Spokojnego
- Obszar FAO 67: północno-wschodnia część Oceanu Spokojnego
- Obszar FAO 71: zachodnia środkowa część Oceanu Spokojnego
- Obszar FAO 77: wschodnia środkowa część Oceanu Spokojnego
- Obszar FAO 81: południowo-zachodnia część Oceanu Spokojnego
- Obszar FAO 87: południowo-wschodnia część Oceanu Spokojnego[15]
- Obszar FAO 88: antarktyczna część Oceanu Spokojnego[16]

### Wody śródlądowe
- Obszar FAO 1: Afryka - wody śródlądowe
- Obszar FAO 2: Ameryka Północna - wody śródlądowe
- Obszar FAO 3: Ameryka Południowa - wody śródlądowe
- Obszar FAO 4: Azja - wody śródlądowe
- Obszar FAO 5: Europa - wody śródlądowe
- Obszar FAO 6: Oceania - wody śródlądowe
- Obszar FAO 8: Antarktyda - wody śródlądowe